# 지하야 조차장
지하야 조차장(일본어: 千早操車場)은 일본 후쿠오카현 후쿠오카시 히가시구에 있는 가고시마 본선과 하카타 임항선(화물선)의 분기점을 겸하는 조차장이다.

## 개요
전신인 가시이 조차장은 기타큐슈 지구의 탄광으로부터 운반되었던 석탄 등의 정리를 하는 조차장으로서, 가고시마 본선의 가시이 역 - 하코자키역 간에 개업했다. 당시의 기능은 규슈에서는 상위를 다투는 화차의 운용이 있어, 지쿠호 각 지의 화물 대다수가 발착했다. 그 넓이는 서쪽을 나란히 달리는 서일본 철도 가이즈카 선의 가시이진구마에 역 부근부터 나지마역 부근에 이르러, 직교 폭은 최대 200m 나머지 광대한 조차장이다.
가시이 조차장의 축소 · 정리와 병행해서 가시이 부도심 토지 구획 정리 사업이 행해졌다. 중심부는 니시테쓰치하야 역과 옆으로 대는 형태로 지하야역이 개업했다. 가시이진구마에 역부터 지하야 역까지 부근은 본선, 본선 이외의 부지는 거의 철거되어, 상용시설로 전환되었다. 지하야 역부터 나지마 역까지 부근은 직교 폭이 대폭으로 축소되어서, 지하야 조차장으로서 개업했다.
가시이진구마에 역부터 나지마역까지 부근은 JR, 서일본 철도 가이즈카 선, 역사와 지하야 조차장도 포함해서, 모두 고가화되었다.
2010년 기준으로, 상용시설로 전환되었던 부지에서는, 토지 구획 정리 사업에 의해 정비중이다. NTT 도코모 가시이 빌딩, 베스트 전기 New 가시이 점, 코나미 스포츠 클럽 후쿠오카 가시이, 야마다 전기 테크랜드 후쿠오카 가시이 본점 등으로 정비되고 있다.

## 역사
- 2003년 7월 7일 : 규슈 여객철도의 지하야역과 공용으로 사용개시.

## 주변
- 서일본 철도 가이즈카 선 나지마역
- 국도 제3호선
- 다타라 강
- 후쿠오카 국도 사무소
- 나지마 운동 공원

## 인접 역
| 가고시마 본선      | 가고시마 본선   | 가고시마 본선                                  |
| ------------------ | --------------- | ---------------------------------------------- |
| 지하야 모지코 방면 | ■ 가고시마 본선 | 하코자키 가고시마 방면                         |
| 하카타 임항선      |                 |                                                |
| 가시이 가시이 방면 | ■ 하카타 임항선 | 후쿠오카 화물 터미널 후쿠오카 화물 터미널 방면 |